# Présidence de Boris Eltsine
 (avril 2021).
Si vous disposez d'ouvrages ou d'articles de référence ou si vous connaissez des sites web de qualité traitant du thème abordé ici, merci de compléter l'article en donnant les références utiles à sa vérifiabilité et en les liant à la section « Notes et références ».

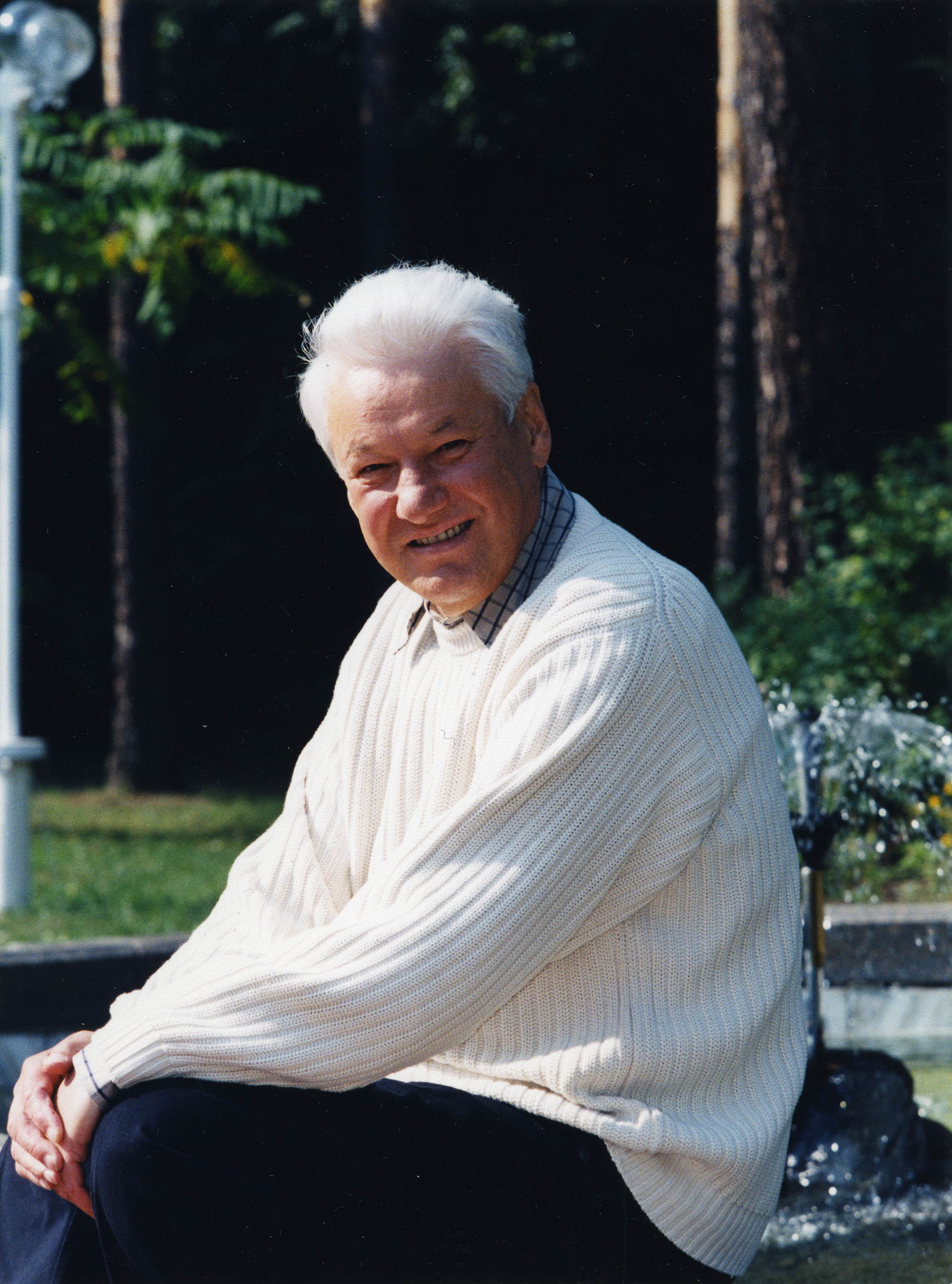
Boris Eltsine

Cet article sur la présidence de Boris Eltsine relate les principaux événements survenus durant le mandat présidentiel de Boris Eltsine à la tête de la RSFS de Russie puis de la Russie, entre 1992 et 1998.

## Les premières difficultés
Eltsine va très vite être confronté à la dure réalité. L'industrie et l'agriculture sont dépassées tant sur le plan de l'organisation que de l'équipement. L'armée est en pleine déliquescence, les institutions, l'administration et la police sont corrompues. Très vite affluent des images de misère. Eltsine va mener durant deux mandats une politique de libéralisation, en privatisant bon nombre d'industries et en opérant une grande décentralisation. Mais à court terme la situation reste difficile, et l'inflation fait fondre l'économie russe. Il y a également un problème de mafias qui met à l'épreuve cette présidence.

## Crise constitutionnelle de 1993
En 1993, les députés du Soviet suprême sont opposés en majorité à Eltsine et à sa politique. Ce dernier fait alors dissoudre le Soviet suprême en violant ainsi la constitution. Le Parlement destitue Eltsine. La situation dérape, l'opposition s'empare des points clés de Moscou et se retranche dans la Parlement russe. Les forces spéciales interviennent et bombardent le bâtiment puis donnent l'assaut. Le bilan est terrible, le gouvernement ne reconnait que 123 morts mais le chiffre de 1 500 morts est souvent cité.
Les gouvernements et médias occidentaux saluent le comportement d'Eltsine dans le déroulement de la crise.
Dans la foulée de cette attaque et des combats de rue, une chasse aux migrants est lancée dans tout Moscou, en particulier contre les Caucasiens, arrêtés en masse. Ces rafles, qui ajoutent à la confusion, concernent vingt-cinq mille personnes.

## La première guerre de Tchétchénie
Soudain en plein territoire russe, le nationalisme resurgit dans une république du Caucase, la Tchétchénie. Boris Eltsine y vit une bonne occasion pour prouver au peuple russe que les forces armées russes pouvaient mener des campagnes dignes de l'époque soviétique. Entre 30 000 et 250 000 soldats furent mobilisés, le terrain était parfaitement cartographié, de plus les forces armées russes avaient un moral assez bon . Mais l'attaque-éclair tourna court, les Tchétchènes étaient bien décidés à se battre jusqu'au bout pour avoir leur indépendance. Le conflit dégénère et les forces armées russes ne maîtrisent qu'un infime partie du territoire. Les premiers actes de violences ont lieu, notamment avec les bombardements aveugles des militaires russes ainsi que des massacres organisés. Le moral des forces russes est au plus bas, d'autant que le conflit devient de plus en plus violent. Malgré la prise de la capitale - Grozny -, les Russes devront se retirer de la Tchétchénie, laissant monter la colère du peuple Tchétchène.

## Crise économique et régression sociale
Il décide de démanteler rapidement l’économie soviétique planifiée et procède pour cela dès 1992 à une privatisation massive des actifs publics. Ces privatisations ont permis de créer une nouvelle classe d’oligarques ayant acquis des parts importantes de l’infrastructure productrice de l’Union soviétique à très bas prix. En 1995, le président russe cède des entreprises entières à des hommes d'affaires de son choix en échange de la promesse de contribuer à sa réélection en 1996.
D'après l'Unicef, la proportion d'enfants vivant dans la pauvreté en 1997 dépasse les 75 %. Selon la Banque mondiale, le cœfficient de Gini — mesurant les inégalités — grimpe  0,24 en 1988 à 0,48 en 1993.
Le gouvernement bénéficie du soutien Fonds monétaire international, dont le directeur, Michel Camdessus, se montre particulièrement accommodant, ainsi que du Club de Paris et de la Banque mondiale, qui multiplient les prêts et les mesures de rééchelonnement de la dette extérieure. En 1998, les dettes de la Russie sont écrasantes et l'État est incapable de les rembourser, il décide donc de stopper le remboursement. Ce refus de rembourser les dettes entraînent un manque de confiance des investisseurs, qui préfèrent aller ailleurs. Le traumatisme est terrible, et encore aujourd'hui, la Russie ne s'en est pas complètement remise. Le nombreuses banques du pays font faillite, c'est la course aux liquidités.

## La corruption et le règne des mafias
Lors des privatisations menées par Eltsine, des entreprises publiques ont été revendues pour des bouchées de pain. De nombreux oligarques vont en profiter en les rachetant puis en les revendant encore plus cher et ainsi s'enrichir. La mafia, peu présente au temps de l'Union Soviétique, impose sa présence durant la période Eltsine. Eltsine comprend vite, qu'il a hérité aussi de la corruption des administrations, des institutions et de la police, ce qui rend encore plus difficile la lutte contre la mafia. Les rares opposants à la mafia sont souvent assassinés, parfois en plein jour. Devant l'impuissance de l'État à faire régner l'ordre, les mafias ont les mains libres.

## Fin de mandat
Réélu pour la deuxième fois en 1996, le dernier mandat de Eltsine est insupportable[non neutre]. La situation est chaotique, la pauvreté et la misère sont partout présentes[non neutre], la classe moyenne a été anéantie, le problème tchétchène n'est pas résolu, sa cote de popularité est au plus bas. Épuisé tant physiquement que moralement, Eltsine démissionne, au profit de Vladimir Poutine. Un chapitre difficile de l'histoire russe se termine et un nouveau va s'ouvrir.